# Primetime-Emmy-Verleihung 2008
Die 60. Verleihung der Emmy Awards in der Sparte Primetime fand am 21. September 2008 im Nokia Theatre in Los Angeles statt. Die Creative Arts Emmys wurden bereits am 13. September vergeben.
Turnusgemäß produzierte ABC die Verleihung. Moderiert wurde die Veranstaltung von Tom Bergeron, Howie Mandel, Heidi Klum, Ryan Seacrest und Jeff Probst.
Die Emmy-Nominierungen wurden am 17. Juli 2008 von Kristin Chenoweth und Neil Patrick Harris verkündet. Die meisten Nominierungen erhielt die Miniserie John Adams – Freiheit für Amerika (23) gefolgt von 30 Rock (17), Mad Men (16) und Pushing Daisies (12). In Hinblick auf die Sender ergibt sich folgende Verteilung („Primetime Emmy Awards“ und „Creative Arts Emmy Awards“):
| Sender         | Nominierungen | Auszeichnungen |
| -------------- | ------------- | -------------- |
| ABC            | 76            | 12             |
| AMC            | 20            | 8              |
| Bravo          | 11            | 2              |
| CBS            | 51            | 10             |
| Comedy Central | 8             | 3              |
| The CW         | 2             | 1              |
| FOX            | 28            | 4              |
| FX             | 11            | 3              |
| HBO            | 85            | 26             |
| NBC            | 50            | 10             |
| PBS            | 33            | 10             |
| Sci Fi         | 15            | 2              |
| Showtime       | 21            | 5              |
| TNT            | 10            | 1              |
| andere         |               | 10             |

## Primetime Emmy Awards
Die Gewinner sind fett markiert.

### Dramaserie
(Outstanding Drama Series)
- Boston Legal (ABC)
- Damages (FX)
- Dexter (Showtime)
- Dr. House (FOX)
- Lost (ABC)
- Mad Men (AMC)

### Comedyserie
(Outstanding Comedy Series)
- 30 Rock (NBC)
- Curb Your Enthusiasm (HBO)
- Entourage (HBO)
- The Office (NBC)
- Two and a Half Men (CBS)

### Miniserie
(Outstanding Miniseries)
- Cranford (PBS)
- John Adams (HBO)
- The Andromeda Strain (A&E)
- Tin Man (Sci-Fi)

### Fernsehfilm
(Outstanding Made for Television Movie)
- A Raisin in the Sun (ABC)
- Bernard and Doris (HBO)
- Extras: The Extra Special Series Finale (HBO)
- Recount (HBO)
- The Memory Keeper's Daughter (Lifetime)

### Varieté-, Musik- oder Comedysendung
(Outstanding Variety, Music or Comedy Series)
- Late Show with David Letterman (CBS)
- Real Time with Bill Maher (HBO)
- Saturday Night Live (NBC)
- The Colbert Report (Comedy Central)
- The Daily Show (Comedy Central)

### Reality-TV-Wettbewerb
(Outstanding Reality-Competition Program)
- American Idol (FOX)
- Dancing with the Stars (ABC)
- Project Runway (Bravo)
- The Amazing Race (CBS)
- Top Chef (Bravo)

### Hauptdarsteller in einer Comedyserie
(Outstanding Lead Actor in a Comedy Series)
- Alec Baldwin als Jack Donaghy in 30 Rock (NBC)
- Tony Shalhoub als Adrian Monk in Monk (USA Network)
- Lee Pace als Ned in Pushing Daisies (ABC)
- Steve Carell als Michael Scott in The Office (NBC)
- Charlie Sheen als Charlie Harper in Two and a Half Men (CBS)

### Hauptdarsteller in einer Dramaserie
(Outstanding Lead Actor in a Drama Series)
- James Spader als Alan Shore in Boston Legal (ABC)
- Bryan Cranston als Walter White in Breaking Bad (AMC)
- Michael C. Hall als Dexter Morgan in Dexter (Showtime)
- Hugh Laurie als Gregory House in Dr. House (FOX)
- Gabriel Byrne als Paul Weston in In Treatment (HBO)
- Jon Hamm als Don Draper in Mad Men (AMC)

### Hauptdarsteller in einer Miniserie oder einem Fernsehfilm
(Outstanding Lead Actor in a Miniseries or Movie)
- Ralph Fiennes als Bernard Lafferty in Bernard and Doris (HBO)
- Ricky Gervais als Andy Millman in Extras (HBO)
- Paul Giamatti als John Adams in John Adams (HBO)
- Kevin Spacey als Ron Klain in Recount (HBO)
- Tom Wilkinson als James Baker in Recount (HBO)

### Hauptdarstellerin in einer Comedyserie
(Outstanding Lead Actress in a Comedy Series)
- Tina Fey als Liz Lemon in 30 Rock (NBC)
- Christina Applegate als Samantha Newly in Samantha Who? (ABC)
- Julia Louis-Dreyfus als Christine Campbell in The New Adventures of Old Christine (CBS)
- America Ferrera als Betty Suarez in Alles Betty! (ABC)
- Mary-Louise Parker als Nancy Botwin in Weeds – Kleine Deals unter Nachbarn (Showtime)

### Hauptdarstellerin in einer Dramaserie
(Outstanding Lead Actress in a Drama Series)
- Sally Field als Nora Walker in Brothers & Sisters (ABC)
- Glenn Close als Patty Hewes in Damages (FX)
- Mariska Hargitay als Olivia Benson in Law & Order: Special Victims Unit (NBC)
- Holly Hunter als Grace Hanadarko in Saving Grace (TNT)
- Kyra Sedgwick als Brenda Leigh Johnson in The Closer (TNT)

### Hauptdarstellerin in einer Miniserie oder einem Fernsehfilm
(Outstanding Lead Actress in a Miniseries or a Movie)
- Phylicia Rashad als Lena Younger in A Raisin in the Sun (ABC)
- Catherine Keener als Gertrude Baniszewski in An American Crime (Showtime)
- Susan Sarandon als Doris Duke in Bernard and Doris (HBO)
- Judi Dench als Matty Jenkyns in Cranford (PBS)
- Laura Linney als Abigail Adams in John Adams (HBO)

### Nebendarsteller in einer Comedyserie
(Outstanding Supporting Actor in a Comedy Series)
- Jeremy Piven als Ari Gold in Entourage (HBO)
- Kevin Dillon als Johnny Chase in Entourage (HBO)
- Neil Patrick Harris als Barney Stinson in How I Met Your Mother (CBS)
- Rainn Wilson als Dwight Schrute in The Office (NBC)
- Jon Cryer als Alan Harper in Two and a Half Men (CBS)

### Nebendarsteller in einer Dramaserie
(Outstanding Supporting Actor in a Drama Series)
- William Shatner als Denny Crane in Boston Legal (ABC)
- Ted Danson als Arthur Frobisher in Damages (FX)
- Željko Ivanek als Ray Fiske in Damages (FX)
- Michael Emerson als Ben Linus in Lost (ABC)
- John Slattery als Roger Sterling in Mad Men (AMC)

### Nebendarsteller in einer Miniserie oder einem Fernsehfilm
(Outstanding Supporting Actor in a Miniseries or Movie)
- David Morse als George Washington in John Adams (HBO)
- Stephen Dillane als Thomas Jefferson in John Adams (HBO)
- Tom Wilkinson als Benjamin Franklin in John Adams (HBO)
- Denis Leary als Michael Whouley in Recount (HBO)
- Bob Balaban als Benjamin Ginsburg in Recount (HBO)

### Nebendarstellerin in einer Comedyserie
(Outstanding Supporting Actress in a Comedy Series)
- Kristin Chenoweth als Olive Snook in Pushing Daisies (ABC)
- Jean Smart als Regina Newly in Samantha Who? (ABC)
- Amy Poehler in Saturday Night Live (NBC)
- Holland Taylor als Evelyn Harper in Two and a Half Men (CBS)
- Vanessa L. Williams als Wilhelmina Slater in Alles Betty! (ABC)

### Nebendarstellerin in einer Dramaserie
(Outstanding Supporting Actress in a Drama Series)
- Candice Bergen als Shirley Schmidt in Boston Legal (ABC)
- Rachel Griffiths als Sarah Whedon in Brothers & Sisters (ABC)
- Sandra Oh als Christina Yang in Grey’s Anatomy (ABC)
- Dianne Wiest als Gina in In Treatment (HBO)
- Chandra Wilson als Miranda Bailey in Grey’s Anatomy (ABC)

### Nebendarstellerin in einer Miniserie oder einem Fernsehfilm
(Outstanding Supporting Actress in a Miniseries or Movie)
- Eileen Atkins als Miss Deborah in Cranford (BBC)
- Laura Dern als Katherine Harris in Recount (HBO)
- Ashley Jensen als Maggie Jacobs in Extras (HBO)
- Audra McDonald als Ruth Younger in A Raisin in the Sun (ABC)
- Alfre Woodard als Edna Reilly in Pictures of Hollis Woods (CBS)

### Individuelle Leistung in einer Varieté- oder Musiksendung
(Outstanding Individual Performance in a Variety or Music Program)
- Jon Stewart – 80th Annual Academy Awards (ABC)
- David Letterman – Late Show with David Letterman (CBS)
- Don Rickles – Mr. Warmth: The Don Rickles Project (HBO)
- Tina Fey – Saturday Night Live (NBC)
- Stephen Colbert – The Colbert Report (Comedy Central)

### Gastgeber einer Reality-TV-Sendung
(Outstanding Host For A Reality Show Or Reality Competition)
- Tom Bergeron – Dancing with the Stars (ABC)
- Heidi Klum – Project Runway (Bravo)
- Howie Mandel – Deal or No Deal (NBC)
- Jeff Probst – Survivor (CBS)
- Ryan Seacrest – American Idol (FOX)

### Regie für eine Comedyserie
(Outstanding Directing for a Comedy Series)
- Dan Attias für Entourage (Episode: „No Cannes Do“) (HBO)
- James Bobin für Flight of the Conchords (Episode: „Sally Returns“) (HBO)
- Paul Lieberstein für The Office (Episode: „Money“) (NBC)
- Paul Feig für The Office (Episode: „Goodbye, Toby“) (NBC)
- Barry Sonnenfeld für Pushing Daisies (Episode: „Pie-Lette“) (ABC)
- Michael Engler für 30 Rock (Episode: „Rosemary's Baby“) (NBC)

### Regie für eine Dramaserie
(Outstanding Directing for a Drama Series)
- Arlene Sanford für Boston Legal (Episode: „The Mighty Rogues“) (ABC)
- Vince Gilligan für Breaking Bad (Episode: „Pilot“) (AMC)
- Allen Coulter für Damages (Episode: „Get Me A Lawyer“) (FX)
- Greg Yaitanes für Dr. House (Episode: „Im Kopf von House“) (FOX)
- Alan Taylor für Mad Men (Episode: „Smoke Gets In Your Eyes“) (AMC)

### Regie für eine Miniserie, einen Fernsehfilm oder ein Special
(Outstanding Directing for a Miniseries, Movie or Dramatic Special)
- Bob Balaban – Bernard and Doris (HBO)
- Mikael Salomon – The Company (TNT)
- Ricky Gervais und Stephen Merchant – Extras: The Extra Special Series Finale (HBO)
- Tom Hooper – John Adams (HBO)
- Jay Roach – Recount (HBO)

### Regie für eine Varieté-, Musik- oder Comedysendung
(Outstanding Directing for a Variety, Music or Comedy Program)
- Louis J. Horvitz – 80th Annual Academy Awards (ABC)
- Lonny Price – Company (PBS)
- Don Roy King – Saturday Night Live (NBC)
- Jim Hoskinson – The Colbert Report (Comedy Central)
- Chuck O’Neil – The Daily Show With Jon Stewart (Comedy Central)

### Drehbuch für eine Comedyserie
(Outstanding Writing for a Comedy Series)
- James Bobin, Jemaine Clement und Bret McKenzie für Flight of the Conchords (Episode: „Yoko“) (HBO)
- Lee Eisenberg und Gene Stupnitsky für The Office (Episode: „Dinner Party“) (NBC)
- Bryan Fuller für Pushing Daisies (Episode: „Pie-lette“) (ABC)
- Jack Burditt für 30 Rock (Episode: „Rosemary's Baby“) (NBC)
- Tina Fey für 30 Rock (Episode: „Cooter“) (NBC)

### Drehbuch für eine Dramaserie
(Outstanding Writing for a Drama Series)
- Michael Angeli für Battlestar Galactica (Episode: „Six of One“) (SciFi)
- Todd A. Kessler, Glenn Kessler und Daniel Zelman für Damages (Episode: „Get Me A Lawyer“) (FX)
- Matthew Weiner für Mad Men (Episode: „Smoke Gets In Your Eyes“) (AMC)
- Matthew Weiner und Robin Veith für Mad Men (Episode: „The Wheel“) (AMC)
- David Simon und Edward P. Burns für The Wire (episode: „–30–“) (HBO)

### Drehbuch für eine Miniserie, einen Fernsehfilm oder ein Special
(Outstanding Writing for a Miniseries, Movie or Dramatic Special)
- Hugh Costello für Bernard and Doris (HBO)
- Heidi Thomas für Cranford (BBC)
- Ricky Gervais und Stephen Merchant für Extras (HBO)
- Kirk Ellis für John Adams (Episode: „Part 2: Independence“) (HBO)
- Danny Strong für Recount (HBO)

### Drehbuch für eine Varieté-, Musik- oder Comedysendung
(Outstanding Writing for a Variety, Music or Comedy Program)
- Late Night with Conan O’Brien (NBC)
- Late Show with David Letterman (CBS)
- Saturday Night Live (NBC)
- The Colbert Report (Comedy Central)
- The Daily Show with Jon Stewart (Comedy Central)

## Creative Arts Emmy Awards (Auswahl)
Die Gewinner sind fett markiert.

### Varieté-, Musik- oder Comedyspezial
(Outstanding Variety, Music or Comedy Special)
- Bill Maher: The Decider (HBO)
- George Carlin: It's Bad for Ya (HBO)
- James Taylor: One Man Band (PBS)
- Kathy Griffin: Straight To Hell (Bravo)
- Mr. Warmth: The Don Rickles Project (HBO)
- The Kennedy Center Honors (CBS)

### Gastdarsteller in einer Comedyserie
(Outstanding Guest Actor in a Comedy Series)
- Will Arnett als Devon Banks in 30 Rock (NBC)
- Shelley Berman als Nat David in Curb Your Enthusiasm (HBO)
- Steve Buscemi als Lem in 30 Rock (NBC)
- Tim Conway als Bucky Bright in 30 Rock (NBC)
- Rip Torn als Don Geiss in 30 Rock (NBC)

### Gastdarsteller in einer Dramaserie
(Outstanding Guest Actor in a Drama Series)
- Charles Durning als John Gavin, Sr. in Rescue Me (FX)
- Robert Morse als Bertram Cooper in Mad Men (AMC)
- Oliver Platt als Freddie Prune in Nip/Tuck (FX)
- Stanley Tucci als Kevin Moretti in ER (NBC)
- Glynn Turman als Alex Sr. in In Treatment (HBO)
- Robin Williams als Merritt Rook in Law & Order: Special Victims Unit (NBC)

### Gastdarstellerin in einer Comedyserie
(Outstanding Guest Actress in a Comedy Series)
- Polly Bergen als Stella Wingfield in Desperate Housewives (ABC)
- Edie Falco als Celeste Cunningham in 30 Rock (NBC)
- Carrie Fisher als Rosemary Howard in 30 Rock (NBC)
- Kathryn Joosten als Karen McCluskey in Desperate Housewives (ABC)
- Sarah Silverman als Marci Maven in Monk (USA)
- Elaine Stritch als Colleen Donaghy in 30 Rock (NBC)

### Gastdarstellerin in einer Dramaserie
(Outstanding Guest Actress in a Drama Series)
- Ellen Burstyn als Nancy Dutton in Big Love (HBO)
- Diahann Carroll als Jane Burke in Grey’s Anatomy (ABC)
- Sharon Gless als Colleen Rose in Nip/Tuck (FX)
- Anjelica Huston als Cynthia Keener in Medium (NBC)
- Cynthia Nixon als Janis Donovan in Law & Order: Special Victims Unit (NBC)

### Regie für eine Dokumentation
(Outstanding Directing for Nonfiction Programming)
- Tricia Regan für Autism: The Musical (HBO)
- Tony Sacco für Project Runway („En Garde!“) (Bravo)
- Bertram van Munster für The Amazing Race („Honestly, They Have Witch Powers Or Something“) (CBS)
- Ken Burns und Lynn Novick für The War („Pride of Our Nation“) (PBS)
- Christopher Wilcha und Adam Beckman für This American Life („Escape“) (Showtime)

### Drehbuch für eine Dokumentation
(Outstanding Writing for Nonfiction Programming)
- Jeff Grogan für Intervention (Episode: „Caylee“) (A&E)
- David de Vries für Life After People (History)
- Geoffrey C. Ward für The War (Episode: „Pride of Our Nation“) (PBS)
- Ira Glass für This American Life (Episode: „Escape“) (Showtime)
- Mark Zwonitzer für American Experience (Episode: „Walt Whitman“) (PBS)

### Zeichentricksendung (kürzer als eine Stunde)
(Outstanding Animated Program (for Programming Less Than One Hour))
- Creature Comforts America (Episode „Don't Choke To Death, Please“)
- King of the Hill (Episode „Death Picks Cotton“)
- Robot Chicken (Episode „Robot Chicken: Star Wars“)
- SpongeBob SquarePants (Episode „Inmates of Summer / Two Faces of Squidward“)
- The Simpsons (Episode „Eternal Moonshine of the Simpson Mind“)